# ژرار کلاومب
ژرار کلاومب (تلفظ در فرانسوی: [ʒeʁaʁ kɔlɔ̃])(زادهٔ ۲۰ ژوئن ۱۹۴۷ – درگذشته در ۲۵ نوامبر ۲۰۲۳) یک سیاستمدار فرانسوی بود که به عنوان شهردار لیون از ۲۰۰۱ تا ۲۰۱۷ و دوباره از ۲۰۱۸ تا ۲۰۲۰ خدمت کرد. او در سال ۲۰۱۷ به جنبش جمهوری به پیش! (LREM) پیوست و از حزب سوسیالیست (PS) که از سال ۱۹۶۹ عضو آن بود، خارج شد. کلاومب از سال ۲۰۱۷ تا ۲۰۱۸ وزیر کشور در دو دولت ادوارد فیلیپ بود. اختلافات با رئیس‌جمهور امانوئل ماکرون در زمینه سیاست‌های مهاجرتی منجر به استعفای او و بازگشت به سمت شهرداری لیون شد. او از سال ۲۰۲۰ تا زمان مرگش در ۲۰۲۳ عضو شورای شهر و کلانشهر لیون بود.

## فعالیت سیاسی

### سیاست‌های محلی
کلاومب به عنوان یک مشاور شهری سوسیالیست برای حوزه نهم لیون در انتخابات شهری فرانسه ۱۹۷۷ انتخاب شد و از آن زمان شش بار دوباره انتخاب شد. در سال ۱۹۸۱، در سن ۳۴ سالگی، به مجلس ملی فرانسه انتخاب شد. او در سال ۱۹۸۶ دوباره انتخاب شد، اما در سال ۱۹۸۸ کرسی خود را از دست داد. از سال ۱۹۸۹، او رهبری مخالفان شهرداری میشل نوآر را در شورای شهری لیون بر عهده گرفت. از سال ۱۹۹۲ تا ۱۹۹۹ همچنین به عنوان مشاور منطقه‌ای در منطقه رون-آلپ خدمت کرد تا زمانی که استعفا داد.
کلاومب در انتخابات محلی ۱۹۹۵ در لیون شکست خورد و به شهردار حوزه نهم و معاون رئیس جامعه شهری لیون تبدیل شد و تا سال ۲۰۰۱ در این پست باقی ماند. او به عنوان رهبر لیست چپ چندگانه در انتخابات محلی ۲۰۰۱ شرکت کرد. او در ۲۵ مارس به شهردار انتخاب شد و همچنین به عنوان رئیس جامعه شهری لیون انتخاب شد، پستی که تا سال ۲۰۱۴ در آن بود. از جمله پروژه‌هایی که او اجرایی کرد می‌توان به ولوو اشاره کرد.
در سال ۲۰۰۴، کلاومب به عنوان سناتور رون دوباره انتخاب شد. او در مارس ۲۰۰۸ با اختلاف زیاد به عنوان شهردار لیون دوباره انتخاب شد و در دور اول دومینیک پرن را شکست داد. او در سال ۲۰۱۴ دوباره به عنوان شهردار انتخاب شد.
قبل از کنگره رمس ۲۰۰۸، کلاومب رهبری جنبش «امید در چپ، افتخار به سوسیالیست بودن» (فرانسوی: L'espoir à gauche, fier(e)s d'être socialistes) را به نمایندگی از سگولن رویال بر عهده داشت. او در سال ۲۰۱۰ برای جایزه شهردار جهانی نامزد شد و به عنوان یکی از نامزدهای نهایی معرفی شد.
کلاومب از ۲۰۱۵ تا ۲۰۱۷ رئیس کلانشهر لیون بود. از سال ۲۰۱۷ تا زمان مرگش عضو شورای کلانشهر لیون بود.

### فعالیت در سیاست ملی
کلاومب یکی از اولین متحدان نزدیک امانوئل ماکرون و حامیان پر صدای او در میان سوسیالیست‌های برجسته قبل از انتخابات ریاست‌جمهوری فرانسه ۲۰۱۷ بود. در ۱۷ مه ۲۰۱۷، او به عنوان وزیر کشور در دولت فیلیپ منصوب شد. ژرژ کپنکیان، معاون شهردار لیون، به عنوان شهردار جدید لیون جایگزین کلاومب شد.
در اکتبر ۲۰۱۸، کلاومب به دلیل رقابت برای شهرداری لیون استعفا داد. او دربارهٔ ماکرون نقل قول کرده بود که «بسیاری از ما دیگر نمی‌توانیم با او صحبت کنیم».
کلاومب گفته بود که فرانسه در صورت عدم محدود کردن شدید مهاجرت قانونی و غیرقانونی در پنج سال آینده، با خطر جنگ داخلی مواجه است. او به عنوان وزیر از «غرق شدن» فرانسه توسط مهاجران صحبت کرده بود—عبارتی که معمولاً توسط نامزد ریاست‌جمهوری پیشین جبهه ملی، ماری لوپن، به کار می‌رفت. پس از گشت‌زنی در برخی از مناطق مارسی، تولوز و پاریس به عنوان وزیر، کلاومب گفته بود: «وضعیت بسیار دشوار است» و از عبارت «بازپس‌گیری جمهوری» برای توصیف چالش پیش روی کشور استفاده کرده بود.

## درگذشت
ژرارد کلاومب پس از مبارزه با سرطان معده در ۲۵ نوامبر ۲۰۲۳ در سن ۷۶ سالگی درگذشت.

## افتخارات
کلاومب در سال ۲۰۱۴ به عنوان افسر نشان کبک را دریافت کرد. در ۳۱ دسامبر ۲۰۲۱ به عنوان افسر لژیون دونور (Officier de la Légion d'honneur) منصوب گردید.
کلاومب در سال ۲۰۱۹ به عنوان دارنده نشان خورشید تابان، کلاس دوم (ستاره طلا و نقره) توسط دولت ژاپن به‌خاطر مشارکت‌هایش در روابط فرانسه و ژاپن معرفی شد.